# Limburgs stift

Limburgs stift (latin: Dioecesis Limburgensis, tyska: Bistum Limburg) är ett av tjugo katolska stift i Tyskland. Det tillhör Kölns kyrkoprovins. Biskop sedan 2016 är Georg Bätzing.